# 尚泰斯
尚泰斯（法語：Chantesse，法語發音：[ʃɑ̃tɛs]）是法国伊泽尔省的一个市镇，属于格勒诺布尔区。 

## 地理
尚泰斯（45°14'34"N, 5°26'40"E）面积5.83 平方千米，位于法国奥弗涅-罗讷-阿尔卑斯大区伊泽尔省，该省份为法国东南部内陆省份，北起顺时针与安省、萨瓦省、上阿尔卑斯省、德龙省、阿尔代什省、卢瓦尔省和罗讷省。
与尚泰斯接壤的市镇（或旧市镇、城区）包括：瓦蒂略、拉尔邦克、克拉、诺特雷-当德洛谢、波列纳。

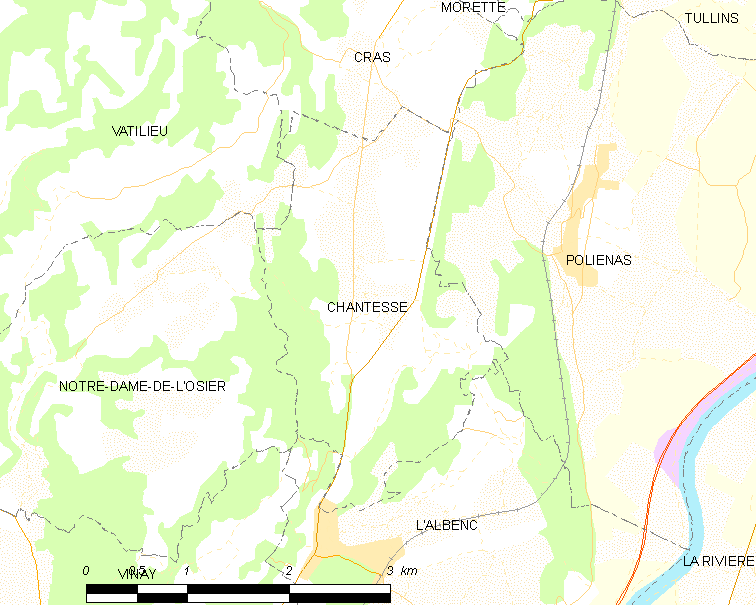
尚泰斯的OSM定位图

尚泰斯的时区为UTC+01:00、UTC+02:00（夏令时）。

## 行政
尚泰斯的邮政编码为38470，INSEE市镇编码为38074。

## 政治
尚泰斯所属的省级选区为南格雷西沃当县。

## 人口

1962-2008年间尚泰斯人口变化图示

尚泰斯于2022年1月1日时的人口数量为393人。